# معامل سورنسن-دايس
معامل سورنسن-دايس هي طريقة إحصائية تستخدم لمقارنة تشابه اثنين من العينات، تم تطويرها بشكل مستقل من قبل علماء النبات سورنس ودايس وتم نشرها في عام 1948 و عام 1945 على التوالي.

## الصيغة
صيغة سورنسن الأصلية يتم تطبيقها على البيانات الثنائية. لكل مجموعتين X,Y ، يُعرف معامل سورنسن-دايس على النحو التالي:
{\displaystyle DSC={\frac {2|X\cap Y|}{|X|+|Y|}}}
حيث |X | |Y| هي عدد العناصر في كل مجموعة، وبشكل آخر فإن معامل سورنسن-دايس يساوي ضعف عدد العناصر المشتركة بين المجموعتين مقسوما على مجموع عدد العناصر في كل مجموعة.